# London Eye
A London Eye (magyarul kb. Londoni szem vagy London szeme) más néven Millenniumi Kerék egy óriáskerék Londonban, melynek építését az EDF Energy szponzorálta. 1999-ben készült el, a nagyközönség számára 2000 márciusában nyitották meg. Eleinte a British Airways, később a Merlin Entertainments mint főszponzor nevét viselte. 2006 májusáig ez volt a világ legmagasabb óriáskereke. Ekkor adták át Nancsangban a Nancsang csillaga nevű, 160 m magas óriáskereket. A London Eye 135 m magas, és a Jubilee Gardens nyugati, a Temze keleti partján, Lambethben fekszik, a Westminster és a Hungerford híd között.

## Története
A David Marks – Julia Barfield házaspár, Malcolm Cook, Mark Sparrowhawk, Steven Chilton és Nic Bailey építészek tervezték. Az óriáskeréken 32 zárt, légkondicionált utasfülke van, amelyek a kerék külső széléhez vannak rögzítve. Sebessége 0,26 m/s, kb. 0,9 km/h, így egy kört 30 perc alatt tesz meg. A kerék általában nem áll meg azért, hogy utast vegyen fel: a körforgás olyan lassú, hogy az emberek kényelmesen tudnak be- és kiszállni. Néha azért megáll, hogy a fogyatékossággal élők és az idősek is be tudjanak szállni, illetve el tudják hagyni a kereket. Ezért áll meg néha.
A szerkezetet részenként készítették el, s a Temzén kialakított kis mesterséges szigeteken,  vízszintesen szerelték össze. Amikor a kerék kész volt, óriásdaruval emelték be függőleges helyére. Óránként két fokot emeltek rajta, míg el nem érték a 65 fokot. Itt pihent egy ideig, míg a mérnökök előkészítették az emelés második szakaszára. Összesen 1700 tonna acél van a London Eye-ban.
Tony Blair brit miniszterelnök 1999. december 31-én adta át, de a nagyközönség számára csak 2000 márciusától lett hozzáférhető, mivel még technikai problémák merültek fel. Megnyitása óta a The Tussauds Groups üzemelteti, és a British Airways szponzorálja (manapság már a Coca-Cola is). Mióta elkészült, a város egyik fő látványossága.
2002 júliusáig megközelítőleg 8,5 millió ember szállt fel az óriáskerékre. Eredetileg az engedélyt csak öt évre adták meg neki, de akkorra a lambethi tanács úgy határozott, hogy meghagyja állandó látványosságnak.

## Külső hivatkozások
- London Kalauz – London Eye (Millenniumi Kerék) (magyarul)